# Tueni
La família Tueni és una destacada família libanesa cristiana ortodoxa grega. És una de les "set famílies" aristocràtiques originals de Beirut, juntament amb les famílies Bustros, Fayad, Rebeiz, Sursock, Ferneini, Dagher i Trad, que van constituir l'alta societat tradicional de Beirut durant molt de temps.

## Membres coneguts
Membres de la família Tueni:
- Gebran Tueni (periodista) (mort el 1948), periodista libanès, fundador dels diaris Al Ahrar i An-Nahar[2]
- Walid Tueni, periodista libanès, director dels diaris Al Ahrar i An-Nahar al 1975.[3][4]
- Ghassan Tueni (1926–2012), periodista libanès, ambaixador, polític, ministre del govern, membre del Parlament.[5]
- Nadia Tueni (1935–1983), poeta francòfona libanesa i esposa de Ghassan Tueni
- Nayla Tueni (nascuda el 1982), periodista, política i membre del Parlament libanesa, filla de Gebran Tueni